# 莫雷塔
莫雷塔（義大利語：Moretta），是意大利库内奥省的一个市镇。总面积23.99平方公里，人口4141人，人口密度170人/平方公里（2017年）。ISTAT代码为004143。